# Carl Benedikt Frey

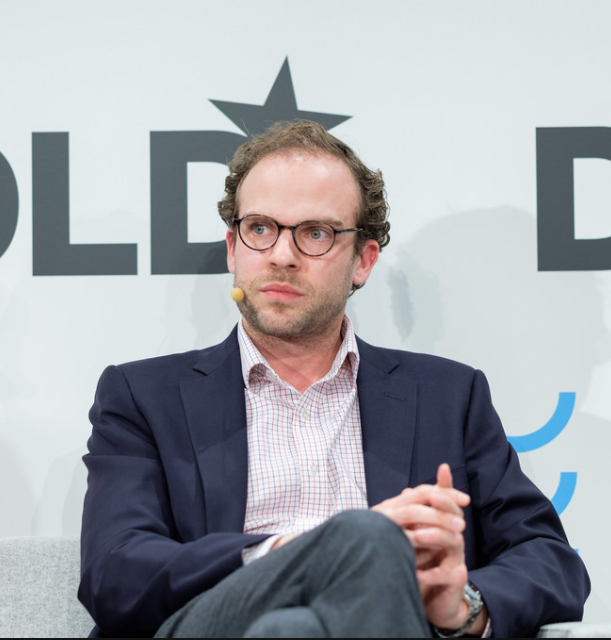
Carl Benedikt Frey

Carl Benedikt Frey ist ein schwedisch-deutscher Wirtschaftswissenschaftler und Wirtschaftshistoriker. Er ist Professor für Künstliche Intelligenz und Arbeit am Oxford Internet Institute und ein Fellow des Mansfield College der Oxford-Universität. Weiterhin ist er Direktor des Programms zur Zukunft der Arbeit an der Oxford-Universität und Oxford Martin Citi Fellow der Oxford Martin School.

## Karriere
Nachdem er Wirtschaftswissenschaften, Geschichte und Management an der Universität Lund studiert hatte, schloss Frey 2011 seine Promotion am Max-Planck-Institut für Innovation und Wettbewerb ab. Anschließend trat er der Oxford Martin School bei, wo er mit Unterstützung von Citigroup das Programm zur Zukunft der Arbeit gründete. Zwischen 2012 und 2014 lehrte er am Institut für Wirtschaftsgeschichte an der Universität Lund.
Im Jahr 2012 wurde Frey wirtschaftswissenschaftlicher Mitarbeiter am Nuffield College und Senior Fellow am Institute for New Economic Thinking, welche beide Teil der Universität Oxford sind. Er ist weiterhin Senior Fellow am Institut für Wirtschaftsgeschichte an der Universität Lund und Fellow der Royal Society for the Encouragement of Arts, Manufactures and Commerce (RSA). Im Jahr 2019 trat er dem Global Future Council on the New Economic Agenda des Weltwirtschaftsforums sowie dem Bretton Woods Committee bei. Im Jahr 2020 wurde er Mitglied der Global Partnership on Artificial Intelligence (GPAI), einer multilateralen Initiative zur Förderung der verantwortungsvollen Entwicklung und Nutzung von KI, die von der OECD organisiert wird.

## Forschung
2013 veröffentlichte Frey gemeinsam mit Oxford Professor Michael Osborne die Studie "The Future of Employment: How Susceptible Are Jobs to Computerization” ("Die Zukunft der Beschäftigung: Wie anfällig sind Jobs für Automatisierung"). Die Studie setzt sich mit der potentiellen Automatisierung von Berufen auseinander und kommt zu dem Ergebnis, dass 47 % der in den USA vorhandenen Arbeitsplätze mit hoher Wahrscheinlichkeit automatisierbar sind. Laut Google Scholar wurde die Studie über 10 000 mal zitiert. Die Methodologie der Studie wurde vom Wirtschaftsrat der Vereinigten Staaten, der Weltbank, sowie der Bank of England verwendet.
Die Studie von Frey und Osborne wurde oft als Vorhersage einer Arbeitsapokalypse interpretiert. Zum Beispiel haben Yuval Noah Harari, Kai-Fu Lee, Richard David Precht und Martin Ford argumentiert, dass Gesellschaften sich auf eine joblose Zukunft vorbereiten müssen und dabei auf die Studie von Frey und Osborne Bezug verwiesen. Allerdings ist dies nicht das tatsächliche Ergebnis der Studie. In einem Interview mit Martin Wolf betonte Frey, dass ihre Studie nicht als das Ende der Arbeit verstanden werden sollte. Weiterhin wird zum Teil behauptet, die Studie würde voraussagen, dass 47 % aller Jobs automatisiert werden. Tatsächlich heißt es in der Studie jedoch: „Wir konzentrieren uns darauf, den Anteil der Beschäftigung abzuschätzen, der über einen unbestimmten Zeitraum aus technologischer Sicht potenziell durch Computerkapital ersetzt werden kann. Wir versuchen nicht, abzuschätzen, wie viele Arbeitsplätze tatsächlich automatisiert werden. Das tatsächliche Ausmaß und Tempo der Computerisierung hängen von mehreren zusätzlichen Faktoren ab, die nicht berücksichtigt wurden.“
In einer Rückschau auf die Debatte, welche der Veröffentlichung der Studie folgte, bezeichnete ihn der Economist als „einen versehentlichen Schwarzseher“ und wies darauf hin, dass Frey tatsächlich viel optimistischer ist, als er dargestellt wurde.
Die wirtschaftswissenschaftliche bibliografische Datenbank IDEAS/RePEc stuft ihn unter verschiedenen Kriterien unter den besten 5 % der Ökonomen ein.

## The Technology Trap
Im Jahr 2019 veröffentlichte Frey das Buch „The Technology Trap: Capital, Labor, and Power in the Age of Automation“. Er vergleicht darin die britische Industrielle Revolution mit der Computerrevolution und argumentiert, dass die langfristigen Vorteile beider Ereignisse immens und unbestreitbar waren. Allerdings gehörten viele der Menschen, die diese massiven wirtschaftlichen Umwälzungen miterlebten, nicht zu den Hauptnutznießern. Die sogenannten Ludditen, die im 19. Jahrhundert Maschinen zerstörten, hatten recht in der Annahme, dass die moderne Industrie ihre Nützlichkeit reduzierte.
Frey argumentiert weiterhin, dass der Grund dafür, dass die Industrielle Revolution zuerst in Großbritannien stattfand, darin lag, dass die Regierungen dort als erste die Seite der Erfinder und Industriellen ergriffen und jeglichen Widerstand der Arbeiter gegen Mechanisierung energisch unterdrückten. Die Armee, die gegen die Ludditen entsandt wurde, war zum Beispiel größer als die Armee, die Wellington gegen Napoleon im Krieg auf der Iberischen Halbinsel im Jahr 1808 führte. Im Gegensatz dazu war der Widerstand der Arbeiter auf dem europäischen Festland und in China erfolgreich, was laut Frey dazu beitrug, dass das wirtschaftliche Wachstum dort langsamer in Gang kam. Die Bemühungen der Ludditen, die kurzfristige Störung im Zusammenhang mit einer neuen Technologie zu vermeiden, können letztendlich den Zugang zu ihren langfristigen Vorteilen verwehren, was Frey als „Technologiefalle“ bezeichnet.
Frey argumentiert auch, dass ein großer Teil der heutigen politischen und wirtschaftlichen Polarisierung mit Technologie zusammenhängt. Die zentrale Sorge, die sich durch „The Technology Trap“ zieht, ist, dass unsere neueste technologische Revolution, wenn wir nicht sehr vorsichtig sind, sich möglicherweise als eine stürmische Wiederholung der Industriellen Revolution herausstellen könnte, mit schwerwiegenden sozialen und politischen Konsequenzen. „Die Botschaft dieses Buches ist, dass wir das schon einmal erlebt haben“, schreibt Frey.

### Rezensionen
Das Buch wurde von verschiedenen Publikationen wie dem Economist und dem Guardian gelobt und wurde 2019 als eines der besten Bücher des Jahres von der Financial Times ausgewählt. Außerdem gewann das Buch den Richard A. Lester-Preis der Princeton University.
Das Buch wurde auch von Wirtschaftshistorikern gelobt. Niall Ferguson bezeichnete es als „von entscheidender Bedeutung für Wähler und politische Entscheidungsträger gleichermaßen“. In einem Beitrag für Project Syndicate nannten Jane Humphries und Benjamin Schneider es eine „historische Odyssee“. In einer Rezension im Journal of Economic History bezeichnete Joel Mokyr von der Northwestern University es als „ein gelehrtes, durchdachtes und wichtiges Buch, das Wirtschaftshistoriker lesen sollten“. Allerdings stellte er auch in Frage, wie viel Ökonomen über die Gegenwart lernen können, indem sie die Geschichte der Technologie studieren.
In einer weiteren Rezension, die von der Economic History Association veröffentlicht wurde, schrieb Alexander J. Field: „Frey hat ein wichtiges und zeitgemäßes Buch geschrieben... Viele Werke dieser Art, die versuchen, Jahrhunderte, sogar Jahrtausende der Wirtschaftsgeschichte abzudecken und zugleich in die Zukunft zu schauen, erweisen sich oft als oberflächlich und fehlerhaft. In diesen Dimensionen ist das Buch weitgehend, wenn nicht vollständig, eine Ausnahme. Es steckt viel Mühe, Denken und Wissenschaftlichkeit in seiner Entstehung, und das merkt man. Es gibt hier viel Stoff zum Nachdenken.“